# Steven McGarry
Steven McGarry (* 28. September 1979 in Paisley) ist ein ehemaliger schottischer Fußballspieler.

## Karriere

### Vereine
Seine ersten Profistationen waren die schottischen Vereine FC St. Mirren, Ross County sowie der Erstligist FC Motherwell. In der Saison 2005/06 wurde er für Motherwell sieben Mal eingewechselt. In den darauffolgenden vier Jahren wurde er bei Motherwell zum Leistungsträger.
Im Jahr 2010 wechselte er nach Australien in die A-League zu Perth Glory. In Perth war er von Beginn an unangefochtener Stammspieler und stand in den Jahren 2010, 2012 und 2013 mit seiner Mannschaft in den Finals der A-League. Gewinnen konnte er die Landesmeisterschaft in Australien allerdings nie.